# Aphiwe Dyantyi
Pas d'image ? Cliquez ici

a Compétitions nationales et continentales officielles uniquement.

b Matchs officiels uniquement.
Dernière mise à jour le 13 juin 2023.
Aphiwe Dyantyi, né le 26 août 1994 à East London (Afrique du Sud), est un joueur international sud-africain de rugby à XV évoluant principalement au poste d'ailier.

## Carrière

### En club
Aphiwe Dyantyi commence à joueur au rugby dans le Cap-Oriental, et participe notamment à la Craven Week avec les Border Bulldogs en 2003,. Cependant, arrivé au lycée de Dale, il est relégué en équipe B voire C pour différentes raisons, dont le fait que fait ses entraîneurs le trouvaient trop petit pour jouer à haut niveau,. Il décide alors de mettre le rugby de côté, et se concentrer sur ses études de marketing à l'université de Johannesbourg, et de pratiquer le football à côté. En 2014, alors qu'il est retourné jouer avec l'équipe de son quartier, pour dépanner, il est repéré par l’entraîneur de l'équipe de l'université (UJ), qui l'invite alors à rejoindre leurs rangs. Il dispute alors la Varsity Cup (en) (championnat universitaire sud-africain) entre 2015 et 2017, et se distingue suffisamment pour obtenir un contrat professionnel,.
Il commence sa carrière professionnelle avec les Golden Lions en 2016 en Vodacom Cup, avant de faire ses débuts en Currie Cup l'année suivante,.
En 2018, il fait ses débuts en Super Rugby avec la franchise des Lions, et joue son premier match le 17 février 2018 contre les Sharks, marquant un essai à cette occasion. Il s'impose rapidement comme le titulaire à l'aile gauche de sa franchise grâce à ses qualités de vitesse et d'appuis,. Il prend une part prépondérante au bon parcours des Lions lors de la saison 2018, qui se termine par une place de finaliste, en marquant respectivement 7 essais en 15 matchs. Il marque notamment un essai sur un exploit personnel lors de la demi-finale contre les Waratahs.
La saison suivante, il reste le titulaire des Lions sur l'aile gauche, disputant quatorze rencontres et inscrivant six essais.
En juin 2023, après avoir purgé sa peine de quatre ans de suspension pour dopage, il est annoncé qu'il rejoint la franchise des Sharks, évoluant en United Rugby Championship, à partir d'août.

### En équipe nationale
Aphiwe Dyantyi a été sélectionné pour la première fois avec les Springboks en juin 2018. Il obtient sa première cape internationale avec l'équipe d'Afrique du Sud le 9 juin 2018 à l’occasion d’un match contre l'équipe d'Angleterre à Johannesbourg.
En novembre 2018, il remporte le prix World Rugby de la « Révélation de l'année 2018 » qui récompensent ses débuts réussis en sélection (6 essais en 13 matchs).
En août 2019, lors d'un stage national, il est contrôlé positif à deux stéroïdes et un anabolisant, contrôle positif confirmé par l'échantillon B. Il n'est alors pas sélectionné pour la Coupe du monde en attendant de connaître la durée de sa suspension. Par la suite, en décembre 2020, il est annoncé qu'il est suspendu pour une durée de quatre ans.

## Palmarès
- Finaliste du Super Rugby en 2018 avec les Lions.

## Statistiques
Au 26 novembre 2018, Aphiwe Dyantyi compte treize capes en équipe d'Afrique du Sud, toutes en tant que titulaire, depuis le 9 juin 2018 contre l'équipe d'Angleterre à Johannesbourg. Il a inscrit trente points (six essais). 
Il participe à une édition du Rugby Championship, en 2018. Il dispute six rencontres dans cette compétition.